# Benjamin Stephen Hooper
Benjamin Stephen Hooper (* 6. März 1835 bei Buckingham, Buckingham County, Virginia; † 17. Januar 1898 in Farmville, Virginia) war ein US-amerikanischer Politiker. Zwischen 1883 und 1885 vertrat er den Bundesstaat Virginia im US-Repräsentantenhaus.

## Leben
Benjamin Hooper besuchte die öffentlichen Schulen seiner Heimat und arbeitete danach im Handel sowie in der Tabakindustrie. Während des Bürgerkrieges diente er im Heer der Konföderation. Nach dem Krieg setzte er seine früheren Tätigkeiten fort und schlug als Mitglied der kurzlebigen Readjuster Party eine politische Laufbahn ein. Bei den Kongresswahlen des Jahres 1882 wurde Hooper im vierten Wahlbezirk von Virginia in das US-Repräsentantenhaus in Washington, D.C. gewählt, wo er am 4. März 1883 die Nachfolge von Joseph Jorgensen antrat. Bis zum 3. März 1885 konnte er nur eine Legislaturperiode im Kongress absolvieren.
Nach dem Ende seiner Zeit im US-Repräsentantenhaus nahm er seine früheren Arbeiten wieder auf. Politisch schloss er sich der Republikanischen Partei an. Im Juni 1888 war er Delegierter zur Republican National Convention in Chicago, auf der Benjamin Harrison als Präsidentschaftskandidat nominiert wurde. Benjamin Hooper starb am 17. Januar 1898 in Farmville.